# Erik Boelskov
Erik Boelskov (dæknavn Arne, Arne Eriksen/Henriksen) (født 22. juni 1921 i Odder, død 25. august 1943 i København) var en dansk modstandsmand, frihedskæmper og SOE-agent i 2. verdenskrig. 
Han var født i Odder og opvokset i Køge som søn af en skoleinspektør Jørgen Boelskov. Han var tømrer. I marts 1942 flygtede han fra Danmark over det tilfrosne Øresund fra Helsingør til Sverige. Årsagen til hans flugt fra Danmark var en episode med en dansk kvinde og en tysk soldat. Boelskov havde set kvinden gå med en tysk soldat og havde overfor kvinden påpeget, at det var udansk at gå ud men tyske soldater, hvorefter hun havde tilkaldt den tyske soldat. Da Boelskov følte sig truet af tyskeren, slog han ham i jorden. Denne episode fik Boelskov til at føle sig meget utryg, da kvinden vidste hvem han var. 
Fra Sverige tog han videre til England. Han ville oprindeligt havde meldt sig til Royal Air Force, men blev trænet som agent af den hemmelige organisation SOE (Special Operations Executive – senere også kendt som Special Forces). I den engelske hær fik han rang af sekondløjtnant og fik desuden kodenavnet ”Table Sandwich”. 
Den 22. juni 1943 blev han nedkastet med faldskærm ved Hvidsten Kro, hvor han bl.a. blev modtaget af kroejer Marius Fiil. I Danmark skulle han virke som hemmelig agent i engelsk tjeneste – og bl.a. deltage i træningen af de danske modstandsfolk i brug af våben og sprængstoffer. Han deltog i nogle få sabotageaktioner på Sjælland (bl.a. i Roskilde og Slagelse) i sommeren 1943, men han blev dræbt – 22 år gammel – ved en eksplosionsulykke i en lejlighed på I.M. Thieles Vej i København den 25. august 1943. Ulykken er sandsynligvis sket i forbindelse med, at han sammen med en anden person (Teddy Rosenborg Pedersen) var i gang med at fremstille brevbomber, som skulle sendes til stikkere. Da han ikke umiddelbart kunne identificeres blev han i første omgang begravet som værende "ukendt", og det var først efter krigens afslutning at hans identitet kunne afsløres. 
Eksplosionen i lejligheden krævede desværre endnu flere dødsofre. Godt 3 timer efter den første eksplosion – og under oprydningen efter denne – skete der en ny eksplosion. Richard Nielsen fra Zonen afgik ved døden kort efter, mens kriminalbetjent Kaj Lauritzen blev kvæstet så hårdt, at han senere afgik ved døden. En uge senere forsøgte man atter at rydde op i lejligheden, hvor man fandt en mistænkelig pakke. Denne pakke eksploderede umiddelbart efter den første undersøgelse af den, hvorved yderligere to personer blev lettere kvæstet. 
En mindeplade over Erik Boelskov er opsat på Sankt Nikolai skole i Køge. Han ligger begravet på Ny Sct. Nikolai Kirkegård, hvor Commonwealth War Graves Commission har opsat en officiel engelsk mindesten over ham. 